# Nora Mørk
Nora Mørk (født 5. april 1991 i Oslo) er en norsk håndboldspiller der spiller for danske Team Esbjerg som højre back og Norges kvindehåndboldlandshold. Hendes tvillingesøster Thea og storesøster Kaja Mørk er også tidligere elitehåndboldspiller.
Hun begyndte med at spille håndbold som 6-årig i Oslo-klubben Bækkelagets Sportsklub, og fik debut på det norske A-landshold i efteråret 2010.

## Klubhold

### Bækkelaget
Nora Mørk fik sin opvækst tæt på Bækkelagshallen i Oslo, og da moren sad i bestyrelsen for håndboldklubben, var det naturligt at Nora og søsteren som 6-årige begyndte at spille håndbold i Bækkelagets Sportsklub, ligesom begge forældre tidligere har været aktive håndboldspillere.
11. april 2007, 6 dage efter sin 16-års fødselsdag, debuterede Nora Mørk for Bækkelagets A-hold i en slutspilskamp mod Levanger Håndballklubb. Spillerne i den norske Eliteserien kan først få spilletilladelse fra det fyldte 16 år. Efter afslutningen af 2006/07 sæsonen skrev søstrene Mørk kontrakt med den danske klub Aalborg DH.

#### Foråret 2008
Hun kom tilbage til Bækkelaget i det tidlige forår 2008 efter hendes ophold i Danmark hos Aalborg DH. Da Mørk i sommeren 2007 forlod klubben skete det samtidig med træner Frode Scheie. Derefter havde klubben svært ved at finde en permanent løsning inden sæsonstart, og Sissel Bleivik blev ansat som cheftræner indtil julen 2007. Fra nytår 2008 og frem til afslutningen af sæsonen blev Harald Madsen ansat, igen kun midlertidigt. Spillerne ønskede en mere permanent løsning på trænerposten, og flere af spillerne begyndte at søge efter andre klubber. Nora Mørk spillede sæsonen færdig i Bækkelaget, og skrev derefter under på en 1-årig kontrakt med nyoprykkerne fra Njård.

### Aalborg DH
I sommeren 2007 blev Leif Gautestad ansat som træner i Aalborg DH. Udover sin daværende kæreste Heidi Løke, tog han fra hjemlandet søstrene Nora og Thea Mørk med til den nordjyske klub. På det tidspunkt var tvillingerne omkring 16 ½ år gammel. De passede deres uddannelse på Aalborg College. Thea fik hurtigt en alvorlig korsbåndsskade og spillede ingen kampe i Danmark.
Nora Mørk var 2. års juniorspiller da hun kom til Aalborg, og kunne af den grund ikke spille i Damehåndboldligaen, men måtte derimod deltage i de europæiske kampe. Hun fik spilletid i 3 kampe i kvalifikationsgruppen til EHF Champions League, men klubben gik ikke videre, og fik en plads i den lavere rangerede EHF Cup. Aalborg DH trådte ind i turneringen 4. november 2007 ved 1/16-finalerne og skulle møde Alcoa FKC Cornexi fra Ungarn over 2 kampe. I den første kamp på hjemmebane, der var flyttet til Arena Nord i Frederikshavn, scorede Nora Mørk 7 mål og blev efterfølgende kåret som kampens spiller, i 28-26 sejren over ungarerne. I returkampen ugen efter kom Mørk ikke på scoringstavlen, og tabte Aalborg DH tabte 30-26 og var ude af de europæiske turneringer. De i alt 5 europæiske kampe blev de eneste Nora Mørk spillede for Aalborg DHs bedste hold.
Få dage inde i 2008 blev Leif Gautestad fyret som cheftræner for Aalborg DH, og kort tid efter valgte tvillingerne Mørk at vende tilbage til Oslo og Bækkelaget.

### Njård
Nora Mørk fik flere tilbud fra større klubber om et skifte i sommeren 2008, men sammen med hendes 2 søstre valgte hun at blive i Oslo, og skrev en 1-årig kontrakt med nyoprykkerne fra Njård. Klubben satsede hårdt på overlevelse i deres første sæson nogensinde i Eliteserien, og fik blandt andet også tilgang af landsholdsmålvogteren Jeanette Nilsen. I de første 8 kampe inden julepausen blev det kun til 2 point. Efter pausen blev det til 5 sejre i de første 8 kampe i 2009.
Den 16. marts 2009 offentliggjorde topklubben Larvik HK, at de havde skrevet en 3-årig kontrakt med Nora Mørk og søsteren Thea, gældende fra sommeren 2009.

### Larvik HK
Efter sommerpause i 2009 flyttede Nora Mørk til Larvik og begyndte træningen hos hendes nye klub, Larvik HK. I hendes første sæson for klubben blev hun norsk mester og scorede 151 mål i 21 Eliteseriekampe. Mørk scorede 58 mål i Champions League 2009-10 turneringen, hvor Larvik nåede semifinalen og tabte til de senere vindere fra Viborg Håndboldklub.

## Landshold
Nora Mørk fik sin debut på det norske A-landshold den 21. september 2010 i en træningskamp mod Rumænien. Ved Møbelringen Cup 2010 i november kom hun på Allstarholdet som højre fløj. Hun blev udtaget til Norges trup ved Europamesterskaberne 2010 i Norge og Danmark, og var med 23 mål og 4.03 timers spilletid medvirkende til at Norge blev europamester. Finalen blev spillet i Jyske Bank Boxen i Herning, hvor Norge mødte Sverige foran 11.000 tilskuere, og Mørk scorede 1 mål.
Nora Mørk var norsk topscorer ved både EM 2014, VM 2015 og EM 2016 (i sidstnævnte turnering blev hun samlet topscorer) og var dermed medvirkende til, at det norske landshold vandt disse tre titler. Hun var også norsk topscorer ved VM 2013 og OL 2016. Umiddelbart inden EM 2016 havde Nora Mørk spillet 95 kampe og scoret 451 mål for nationalmandskabet.